# Burkholderiales
Burkholderiales es un orden de proteobacterias beta formada por cuatro familias: Alcaligenaceae (que contiene, por ejemplo, al género Bordetella), Burkholderiaceae (por ejemplo, Burkholderia glumae), Comamonadaceae (por ejemplo, Pelomonas) y Oxalobacteraceae (por ejemplo, Herbaspirillum).
Son bacterias Gram-negativas, de metabolismo aerobio y pueden ser móviles o inmóviles. La forma varía desde cocos a bacilos. Algunas especies pueden formar vainas y zarcillos. El contenido GC varía entre un 55% hasta un 70%. Algunos miembros de este orden son parásitos y producen enfermedades en el hombre, los animales o las plantas, aunque la gran mayoría son bacterias del suelo y del agua que intervienen en los ciclos del Carbono y del Nitrógeno.
- Wikimedia Commons alberga una categoría multimedia sobre Burkholderiales.

- Datos: Q134584
- Multimedia: Burkholderiales / Q134584
- Especies: Burkholderiales